# Tord Melander
Tord Melander, född 15 augusti 1939, är en svensk skribent och författare.

## Biografi
Melander inledde sin yrkeskarriär 1961 vid Göteborgs Handels- och Sjöfartstidning och var vid tidningens nedläggning 1973 utrikesredaktör. Han arbetade efter detta bland annat en tid som lärare på Journalisthögskolan i Göteborg. Han har därefter som frilans gett ut olika typer av faktaböcker, bland annat i samarbete med kocken Leif Mannerström.
Melander har engagerat sig i olika miljöfrågor. Han var en av initiativtagarna till LIFE - Liberaler för energialternativ, som verkade på nejsidan inför folkomröstningen om kärnkraft 1980, och har bland annat påtalat risker med spridning av avloppsslam på åkrar.
Han är (2022) återkommande verksam som skribent på den ideella nättidningen Spanaren.

### Med Leif Mannerström
- 1997 – Mannerström, Leif; Melander Tord, Yeh Tomas, Bonekamp Gunnevi. Fisk och skaldjur för alla sinnen (Även utgiven på engelska). Stockholm: Page One. Libris 7606079. ISBN 9171250476
- 2005 – Mannerström, Leif; Yeh Tomas, Nestorson Lisa, Melander Tord. Sill & strömming (2:a upplaga 2012, även utgiven på engelska, finländska och nederländska). Stockholm: Prisma. Libris 9709950. ISBN 9151844605
- 2006 – Mannerström, Leif; Andersson Ola, Yeh Tomas, Nestorson Lisa, Berg Sarah, Melander Tord. Husmanskonst (4:e upplagan 2012). Stockholm: Prisma. Libris 10136329. ISBN 9151844621